# برايان بريت
برايان بريت (بالإنجليزية: Brian Brett)‏ (28 أبريل 1950، فانكوفر في كندا)؛ مؤلف، كاتب، شاعر وروائي كندي.